# Metcalfiella disparipes
Metcalfiella disparipes är en insektsart som beskrevs av Fowler. Metcalfiella disparipes ingår i släktet Metcalfiella och familjen hornstritar. Inga underarter finns listade i Catalogue of Life.